# Halálozások 1970-ben
Ez a szócikk az 1970-es évben elhunyt nevezetes személyeket sorolja fel.

## December
| Dátum        | Név              | Foglalkozás / tisztség                                               | Kor | Forrás |
| ------------ | ---------------- | -------------------------------------------------------------------- | --- | ------ |
| december 30. | Sonny Liston     | amerikai profi ökölvívó                                              | 038 |        |
| december 23. | Aleksander Warma | észt haditengerésztiszt, politikus, miniszter az emigráns kormányban | 080 |        |
| december 9.  | Artyom Mikojan   | szovjet repülőgép-tervezőmérnök (MiG)                                | 065 |        |

## November
| Dátum        | Név               | Foglalkozás / tisztség                                       | Kor | Forrás |
| ------------ | ----------------- | ------------------------------------------------------------ | --- | ------ |
| november 29. | Nina Ricci        | olasz származású francia divattervező                        | 087 |        |
| november 21. | C. V. Raman       | indiai fizikus                                               | 082 |        |
| november 17. | Andrejs Upīts     | lett író, drámaíró, politikus                                | 092 |        |
| november 9.  | Charles de Gaulle | francia tábornok, államférfi, köztársasági elnök (1959–1969) | 079 |        |
| november 8.  | Napoleon Hill     | amerikai ismeretterjesztő író                                | 087 |        |
| november 2.  | Pierre Veyron     | francia autóversenyző                                        | 067 |        |

## Október
| Dátum       | Név              | Foglalkozás / tisztség                                     | Kor | Forrás |
| ----------- | ---------------- | ---------------------------------------------------------- | --- | ------ |
| október 31. | Szabó Pál        | kétszeres Kossuth-díjas regényíró, elbeszélő, politikus    | 077 |        |
| október 10. | Édouard Daladier | francia tanár, politikus, miniszterelnök                   | 086 |        |
| október 10. | Gosztonyi Alice  | szobrász, festőművész                                      | 071 |        |
| október 4.  | Janis Joplin     | amerikai rock- és blues-énekesnő, zeneszerző, dalszövegíró | 027 |        |

## Szeptember
| Dátum          | Név                 | Foglalkozás / tisztség                                              | Kor | Forrás |
| -------------- | ------------------- | ------------------------------------------------------------------- | --- | ------ |
| szeptember 28. | Gamal Abden-Nasszer | egyiptomi politikus, elnök (1956–1970)                              | 052 |        |
| szeptember 23. | Bourvil             | francia színész, komikus, énekes                                    | 053 |        |
| szeptember 21. | Adolf Wiklund       | világbajnok (1958) svéd sílövő                                      | 048 |        |
| szeptember 18. | Jimi Hendrix        | amerikai énekes, gitáros, dalszerző                                 | 027 |        |
| szeptember 12. | Jan Sztaudynger     | lengyel költő                                                       | 066 |        |
| szeptember 5.  | Jochen Rindt        | osztrák autóversenyző, a Formula–1 egyetlen posztumusz világbajnoka | 028 |        |
| szeptember 3.  | Vince Lombardi      | amerikai amerikaifutball-játékos, edző                              | 057 |        |
| szeptember 3.  | Alan Wilson         | amerikai blueszenész, gitáros, énekes, dalszerző                    | 027 |        |
| szeptember 1.  | François Mauriac    | irodalmi Nobel-díjas francia író                                    | 084 |        |

## Augusztus
| Dátum         | Név                   | Foglalkozás / tisztség               | Kor | Forrás |
| ------------- | --------------------- | ------------------------------------ | --- | ------ |
| augusztus 28. | Tatyjana Romanova     | orosz hercegnő, grúz hercegné, apáca | 080 |        |
| augusztus 1.  | Otto Heinrich Warburg | Nobel-díjas német biokémikus         | 086 |        |

## Július
| Dátum      | Név                         | Foglalkozás / tisztség                                                   | Kor | Forrás |
| ---------- | --------------------------- | ------------------------------------------------------------------------ | --- | ------ |
| július 30. | Széll György                | karmester, zongoraművész, zeneszerző                                     | 073 |        |
| július 27. | António de Oliveira Salazar | portugál közgazdász, politikus, miniszterelnök (1932–1968)               | 081 |        |
| július 26. | Milo Martin                 | svájci szobrász, éremművész                                              | 077 |        |
| július 13. | Leslie Groves               | amerikai hadmérnök, a Manhattan terv felügyelője és a Pentagon tervezője | 073 |        |
| július 13. | Seng Si-caj                 | kínai hadúr, Hszincsiang kormányzója                                     | 073 | —      |
| július 10. | Félix Gaillard              | francia közgazdász, politikus, miniszterelnök (1957–1958)                | 050 |        |

## Június
| Dátum      | Név                   | Foglalkozás / tisztség                                                    | Kor | Forrás                                                      |
| ---------- | --------------------- | ------------------------------------------------------------------------- | --- | ----------------------------------------------------------- |
| június 23. | Fekete István         | József Attila-díjas író (Vuk, Tüskevár)                                   | 070 | Archiválva 2023. január 10-i dátummal a Wayback Machine-ben |
| június 21. | Piers Courage         | brit autóversenyző                                                        | 028 |                                                             |
| június 21. | Sukarno               | indonéz politikus, köztársasági elnök (1945–1967)                         | 069 |                                                             |
| június 16. | Elsa Triolet          | orosz származású francia író, költő, Louis Aragon felesége                | 073 |                                                             |
| június 11. | Alekszandr Kerenszkij | orosz jogász, ügyvéd, politikus, miniszterelnök (1917)                    | 089 |                                                             |
| június 8.  | Abraham Maslow        | amerikai pszichológus, a Maslow-piramis megalkotója                       | 062 |                                                             |
| június 7.  | E. M. Forster         | angol regényíró, novellista, esszéista                                    | 091 |                                                             |
| június 3.  | Hjalmar Schacht       | német bankár, politikus, gazdasági miniszter (1934–1937)                  | 093 |                                                             |
| június 2.  | Bruce McLaren         | új-zélandi autóversenyző, Formula–1-es pilóta, a McLaren csapat alapítója | 032 |                                                             |
| június 1.  | Giuseppe Ungaretti    | olasz költő, író                                                          | 082 |                                                             |

## Május
| Dátum     | Név         | Foglalkozás / tisztség                  | Kor | Forrás |
| --------- | ----------- | --------------------------------------- | --- | ------ |
| május 12. | Nelly Sachs | irodalmi Nobel-díjas német írónő, költő | 078 |        |

## Április
| Dátum       | Név           | Foglalkozás / tisztség                                     | Kor | Forrás |
| ----------- | ------------- | ---------------------------------------------------------- | --- | ------ |
| április 30. | Inger Stevens | Golden Globe-díjas svéd-amerikai színésznő                 | 035 |        |
| április 16. | Váci Mihály   | Kossuth- és kétszeres József Attila-díjas költő, műfordító | 045 |        |
| április 16. | Veres Péter   | író, politikus, honvédelmi miniszter (1947–1948)           | 073 |        |
| április 9.  | Kozma István  | olimpiai, világ- és Európa-bajnok birkózó                  | 030 |        |

## Március
| Dátum       | Név                  | Foglalkozás / tisztség                                             | Kor | Forrás |
| ----------- | -------------------- | ------------------------------------------------------------------ | --- | ------ |
| március 31. | Szemjon Tyimosenko   | ukrán származású szovjet katonatiszt, második világháborús marsall | 075 |        |
| március 30. | Heinrich Brüning     | német akadémikus, politikus, kancellár (1930–1932)                 | 084 |        |
| március 29. | Lev Kulesov          | orosz filmrendező, forgatókönyvíró, pedagógus, művészettörténész   | 071 |        |
| március 15. | Tarjei Vesaas        | norvég költő, író, drámaíró                                        | 072 |        |
| március 11. | Erle Stanley Gardner | amerikai jogász, krimiíró (Perry Mason)                            | 080 |        |

## Február
| Dátum       | Név              | Foglalkozás / tisztség                                                      | Kor | Forrás |
| ----------- | ---------------- | --------------------------------------------------------------------------- | --- | ------ |
| február 26. | Irina Romanova   | orosz hercegnő                                                              | 074 |        |
| február 2.  | Bertrand Russell | irodalmi Nobel-díjas angol matematikus, logikatudós, filozófus, szociológus | 097 |        |

## Január
| Dátum      | Név            | Foglalkozás / tisztség                                      | Kor | Forrás |
| ---------- | -------------- | ----------------------------------------------------------- | --- | ------ |
| január 10. | Latabár Kálmán | Kossuth-díjas színművész, komikus, érdemes és kiváló művész | 067 |        |
| január 6.  | Benczúr Ida    | festőművész, Benczúr Gyula lánya                            | 093 |        |